# Podall
|  | Per a altres significats, vegeu «Revista Podall». |

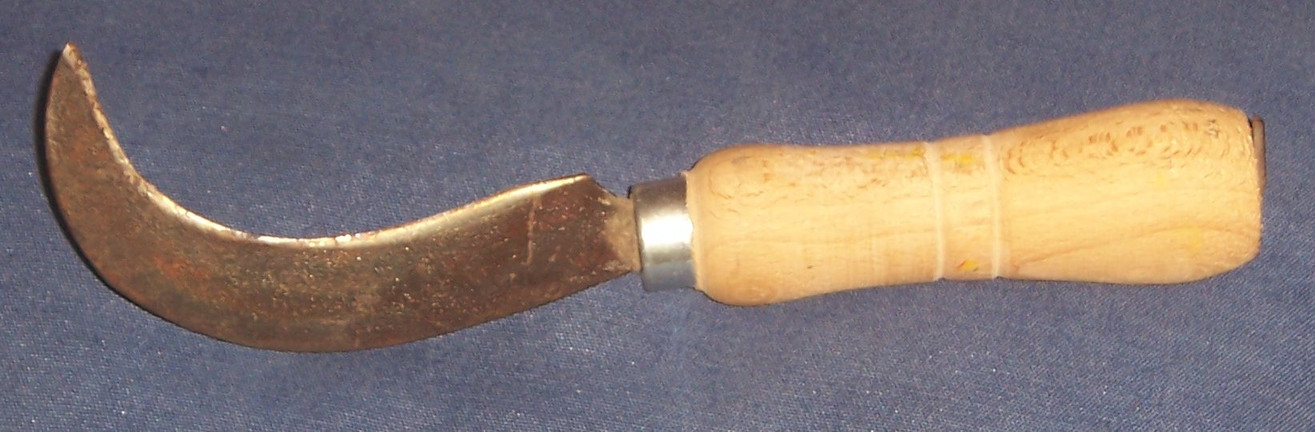
Podall

Podall, veremall, rostalla o falçó és una eina agrícola tradicional de mida reduïda que s'usa per a podar en verd, per a la verema del raïm, per dallar herba, o per a tallar els bolets per la seva base. La mida més habitual és de 20 a 25 cm de llargada sense comptar el mànec.
És una eina que es basa en la força de cop i no de la força d'estirar que s'empra per a l'ús de la falç. La funció més habitual del podall és tallar branques o tiges encara verdes i de dimensions relativament reduïdes per tal de fer empelts o per l'esporga de la vinya. Actualment en les feines d'esporga es fa servir més les tisores d'esporgar. La làmina està feta d'acer, té la forma corbada i amb la part que talla només a la part interna que és l'oposada al manipulador.
Té el seu origen en el Mesolític i actualment el seu ús s'està generalitzant entre els boletaires. Consta d'una làmina corbada de metall amb la part interna o còncava esmolada i proveïda d'un mànec curt del mateix material o de fusta. El seu mecanisme d'acció compren capturar els sarments del raïm abraçant-los amb la curvatura i segar-lo lliscant amb la part tallant. Utilitza el mateix sistema que la falç però a escala més petita.
No s'ha de confondre amb la falç, puix que aquesta és d'una mida molt més gran i té uns altres usos. Mentre que la falç esta en desús per culpa de la mecanització, el falçó s'està estenent entre els boletaires, ja que la troben una eina molt útil a la hora de tallar la base dels bolets en el bosc, i per les seves reduïdes dimensions és molt manejable i fàcil de transportar.